# Parafia św. Wojciecha w Jeleniej Górze
Parafia pw. Świętego Wojciecha w Jeleniej Górze – parafia rzymskokatolicka w dekanacie Jelenia Góra Wschód w diecezji legnickiej. Jej obecnym proboszczem (od lipca 2013r.) jest ks. Stanisław Bakes, a przez wiele lat funkcję tę pełnił ks. Tadeusz Dańko. Obsługiwana przez księży diecezjalnych. Erygowana 23 kwietnia 1972. Kościół parafialny mieści się przy ulicy Moniuszki.

## Krótka historia
Kościół pw. Św. Jerzego i Wojciecha wzmiankowany w 1433 r., przebudowany został około 1527 r. i około połowy XVIII w. Jest to budowla orientowana, salowa, założona na rzucie prostokąta, z wydzielonym prezbiterium sklepionym krzyżowo i korpusem nakrytym polichromowanym stropem kasetonowym, wspartym na słupie z zastrzałami. Polichromowana, jednopiętrowa empora okala nawę z trzech stron. Wystrój wnętrza stanowi ołtarz główny z połowy XVIII w. oraz ambona z XVII w.

## Zabytki
Kamienny krzyż pokutny wmurowany w ogrodzenie kościoła, wykonany z kamienia polnego.